# Chiesa di San Nicola da Tolentino (Roma)

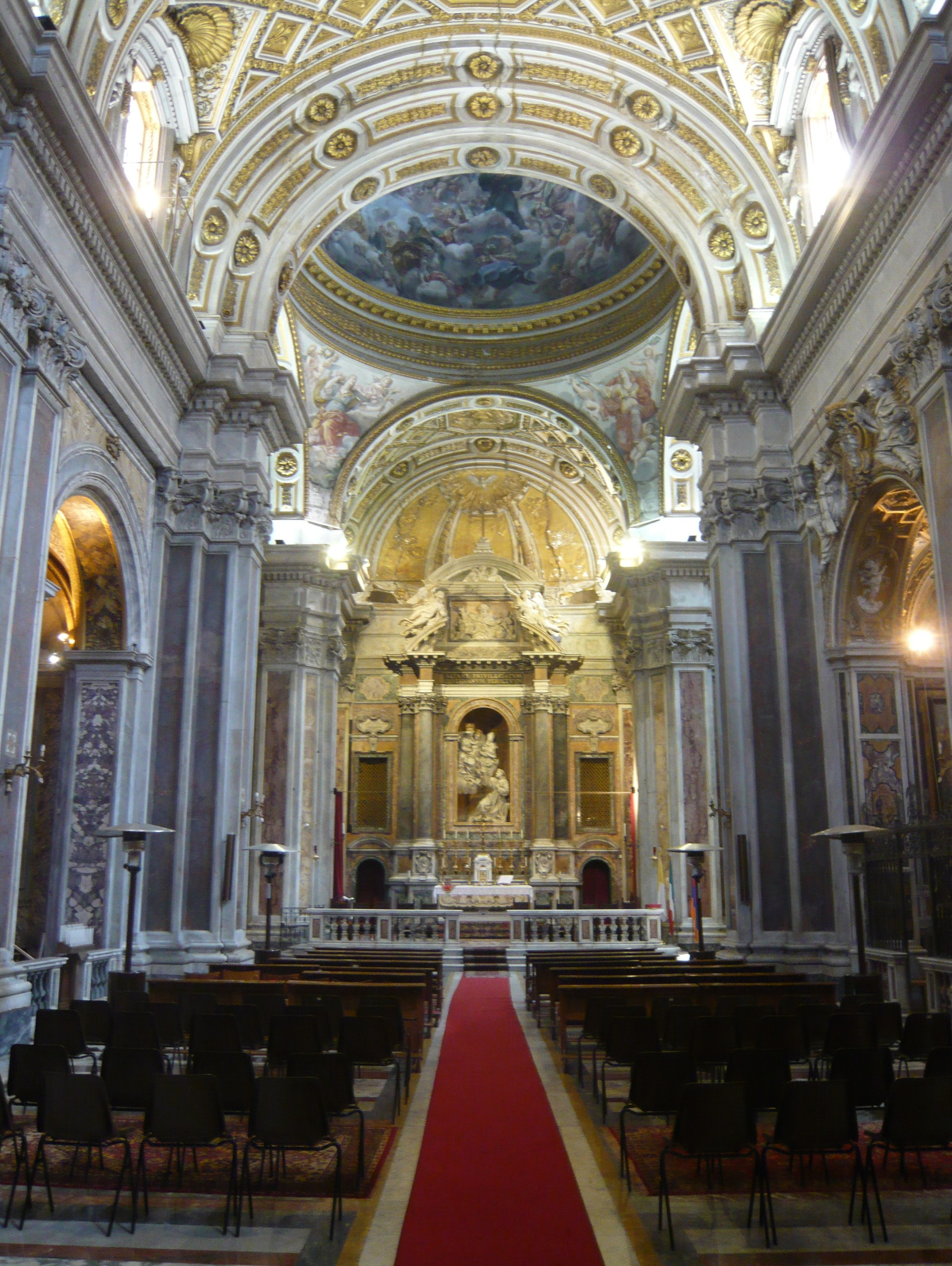
L'interno

La chiesa di San Nicola da Tolentino è luogo di culto cattolico di Roma, nel rione Trevi, nella salita omonima.

## Storia

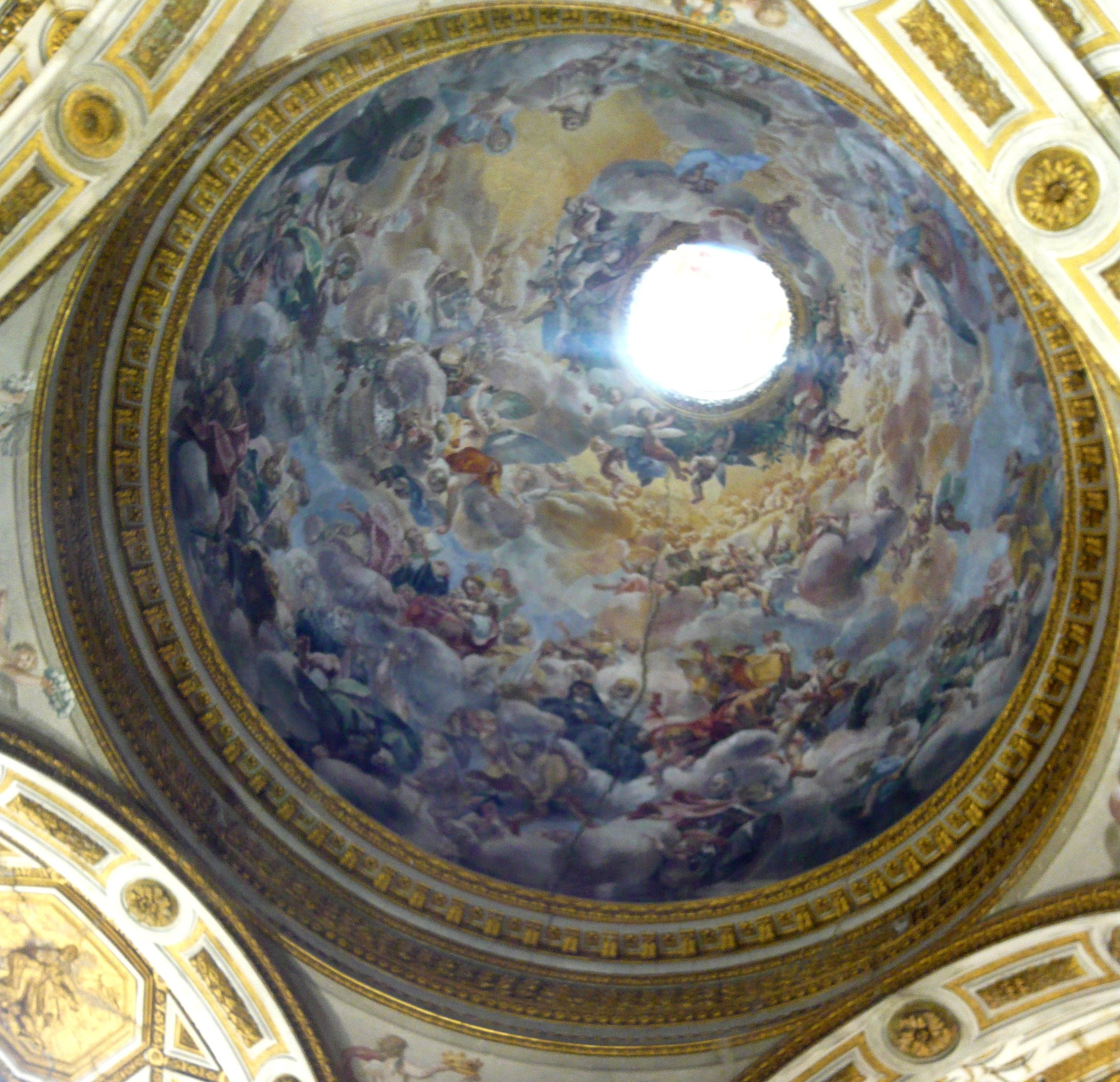
La cupola.

La chiesa fu eretta dagli Agostiniani scalzi nel 1599, ma fu subito riedificata nel 1654 a spese dei principi Pamphili su disegni del Baratta, mentre la facciata fu realizzata da Francesco Buzio nel 1670.

## Descrizione

### Esterno
La facciata e la scalinata che la precede, sono state realizzate nel 1670 su progetto di Francesco Buzio.Questa si presenta divisa su due ordini, e tripartita da lesene, controlesene e colonne. L'ordine inferiore presenta nella parte centrale il portale con paraste e architrave che sorreggono il timpano a tutto sesto. Laterali due nicchie vuote con il blasone della famiglia Pamphili con le colombe che portano un ramo d'ulivo.

### Interno
L'altare maggiore, così come gli altri altari della chiesa, è opera di Alessandro Algardi ed è, secondo l'Armellini (op. cit. p. 271), “un capolavoro di stravaganze secentistiche”; sopra l'altare, in una nicchia, vi è un gruppo di statue raffiguranti la Visione di san Nicola da Tolentino con la Vergine, sant'Agostino e santa Monica. La cappella Gavotti è opera di Pietro da Cortona, con statue di Antonio Raggi ed Ercole Ferrata. Nella prima cappella a sinistra è riprodotto il Santo Sepolcro di Gerusalemme.
La seconda cappella di destra ospita il monumento funebre del cardinale Aghagianian.
Nell'annesso convento, dopo gli agostiniani scalzi, vi dimorarono le monache dette battistine. Vi risiede il Pontificio Collegio Armeno, nel cui rito è officiata la chiesa.
Addossata al collegio, sulla piazza a sinistra della chiesa, si erge un khachkar che commemora il genocidio del popolo armeno. Un'altra analoga stele, ma più antica, si trova nel chiostro interno del collegio.
Una targa marmorea è stata apposta nel 2006 dal comune di Roma a ricordo delle vittime del Metz Yeghern.

### Organo a canne
Caso assai singolare, è il pregiato organo a canne attribuito all’organaro romano Celestino Testa (1629), “preda bellica” proveniente dalla città distrutta di Castro, antico feudo fortificato della famiglia Farnese, letteralmente “fatta eguagliare al suolo” dai Pamphilj sotto il papato di Innocenzo X nel 1649, a pretesto dell’uccisione di monsignor Cristoforo Giarda. L'organo, funzionante, è l'unico oggetto sopravvissuto di questa antica città e dell'antica chiesa di San Savino.